# Номинални мюсюлмани
Да не се бърка с Мюсюлманин без деноминация.
Номиналните мюсюлмани или мюсюлмани по култура са индивиди, които са мюсюлмани по име. 
Те празнуват голяма част от общите аспекти на Исляма, като същевременно не се придържа към теологията на исляма. 
Те все още се идентифицират с Исляма поради личен опит, семейна или социална и културна среда, в която са израснали, но не практикуват Исляма.
Киа Абдула която е британска писателка и пътешественичка отбелязва, че за разлика от бившите мюсюлмани, културните мюсюлмани може да не желаят да се разделят напълно с исляма и все още да вярват в него. 
Въпреки че културните мюсюлмани не са практикуващи или либерални на практика, искат да останат емоционално свързани с общността, религията и културното наследство.
В Централна Азия и в бивши комунистически страни терминът „културен или номинален мюсюлманин“ се използва, за да опише онези, които искат тяхната „мюсюлманска“ идентичност да бъде свързана с определени национални и етнически ритуали, а не само с религиозна вяра.
Вярващ срещу невярващ и практикуващ срещу непрактикуващ

В страните с мюсюлманско мнозинство мюсюлманите могат да се идентифицират, като се разграничават като практикуващи срещу непрактикуващи и вярващи срещу невярващи. 
Обикновено за ритуално практикуващите се смята, че са вярващи, докато не практикуващите могат да бъдат вярващи или невярващи.
Що се отнася до посещаемостта на джамиите, според изследователския център Pew Research Center около 1% от мюсюлманите в Азербайджан, 5% в Албания, 9% в Узбекистан, 10% в Казахстан, 19% в Русия и 22% в Косово посещават джамия веднъж или повече седмично. Според проучване на центъра, само 15% от мюсюлманите в Албания и 18% от мюсюлманите в Казахстан казват, че религията е много важна в живота им. Същото проучване установява, че само 2% от мюсюлманите в Казахстан, 4% в Албания, 10% в Косово, 14% в Босна и Херцеговина, 14% в Киргизстан, 16% в Узбекистан и 21% в Азербайджан изпълняват всичките пет молитви на ден. Тези цифри обаче могат да бъдат подценени, тъй като повечето мюсюлмани се молят редовно у дома.
Евгения Иванова от Нов Български Университет заявява през 2011 г., че „религията не е от първостепенно значение за мюсюлманите в България“. Университетът провежда проучване на 850 мюсюлмани в България, което установява, че 48,6% се определят като религиозни, 28,5% от които са много религиозни. Приблизително 41% никога не са ходили в джамия и 59,3% не са се молили у дома. Около 0,5% вярват, че споровете трябва да се разрешават с помощта на ислямския закон на шариата, а 79,6% казват, че носенето на воал в училище е „неприемливо“. Повече от половината от анкетираните казват, че съжителството без брак е „приемливо“, 39,8% ядат свинско месо и 43,3% пият алкохол. 88% от анкетираните обаче казват, че са обрязвали своите момчета и 96% са спазвали мюсюлмански практики за погребение на своите роднини.
Според проучване на Pew Research Center от 2017 г. 33% от българските мюсюлмани са отговорили, че религията е „много важна“ в живота им. Същото проучване установи, че 7% от българските мюсюлмани се молят пет пъти на ден, 22% посещават джамия поне веднъж седмично, а 6% четат Корана поне веднъж седмично.
В анкета, проведена от Университета Сабанджъ през 2006 г., 16% от турските мюсюлмани казват, че са „изключително религиозни", 39% казват, че са „донякъде религиозни", а 32% казват, че „не са религиозни“.